# Melanolophia directilinea
Melanolophia directilinea är en fjärilsart som beskrevs av William Schaus 1915. Melanolophia directilinea ingår i släktet Melanolophia och familjen mätare. Inga underarter finns listade i Catalogue of Life.